# Conseil pontifical pour la pastorale des migrants et des personnes en déplacement
Ne doit pas être confondu avec Migration pastorale.
Le conseil pontifical pour la pastorale des migrants et des personnes en déplacement est un dicastère de la curie romaine dédié au bien-être des migrants et des itinérants, établi par Jean-Paul II en 1988 dans la constitution apostolique Pastor Bonus.
Le conseil est spécialement chargé de veiller sur les réfugiés, les gitans, les nomades, les travailleurs de cirque, les marins, les ouvriers du transport aérien, ainsi que les pèlerins chrétiens.
Il est supprimé le 1er janvier 2017, ses compétences étant reprises au sein du nouveau dicastère pour le service du développement humain intégral, et notamment par un service dédié, la section pour les migrants et les réfugiés.

## Organisation

### Organismes ayant précédé le Conseil
Au XIXe siècle, les dossiers correspondants étaient confiés à la Congrégation pour l'évangélisation des peuples. En 1901, l'évêque de Plaisance, Jean-Baptiste Scalabrini, qui sera plus tard surnommé le Père des migrants (et béatifié en 1997), rédige un mémoire adressé au cardinal Rafael Merry del Val, secrétaire d'État de Pie X, dans lequel il demande que soit instituée une Commission centrale pour tous les émigrés catholiques. Est alors créé un « Bureau pour le soin spirituel des émigrants », à la Congrégation consistoriale. Après la Seconde Guerre mondiale, Pie XII le transforme en 1952 en un « Conseil supérieur pour l'émigration », dans cette même congrégation, devenue la « Congrégation pour les évêques ».
Le pape Paul VI en publiant le motu proprio Apostolicae Caritatis du 19 mars 1970 élargit les tâches de ce conseil à toute la question de la mobilité humaine (y compris le tourisme) : son titre devient « Commission pontificale pour la pastorale des migrants et du tourisme », toujours sous la tutelle de la Congrégation pour les évêques. 
Jean-Paul II confère à ce département le statut de conseil pontifical par la constitution apostolique Pastor Bonus en 1988 : il s'agit donc dorénavant d'un dicastère indépendant
.
Le 31 août 2016, la salle de presse du Saint-Siège publie un motu proprio du pape François créant le dicastère pour le service du développement humain intégral ainsi que les statuts de ce nouvel organisme qui reprend les compétences des conseils pontificaux "Justice et Paix", "Cor Unum", pour la pastorale des migrants et des personnes en déplacement et pour la pastorale des services de la santé qui disparaissent au 1er janvier 2017. 

### Présidents
- Carlo Confalonieri (1970 - 1973)
- Emanuele Clarizio (1970 - 1986)
- Bernardin Gantin (1984 - 1989)
- Giovanni Cheli (1986 - 1998)
- Stephen Fumio Hamao (1998 - 2006)
- Renato Martino (2006 - 2009)
- Antonio Maria Vegliò (2009 - 2016), également archevêque titulaire d'Aeclanum (de)

## Interventions
Le document de référence produit par le conseil est l'instruction Erga migrantes caritas Christi  (la charité du Christ envers les migrants) approuvée le 1er mai 2004 par le pape Jean-Paul II. 
Ce texte rappelle que les travailleurs étrangers ne sont ni des marchandises, ni de simples facteurs de production. Il dénonce les privations des droits élémentaires, tels que celui de se syndiquer, voire les phénomènes de trafic humain et d'esclavage. Le texte demande un accueil de l'étranger au sens plénier, soutenant le regroupement familial et le droit à l'éducation des enfants et incite les laïcs à demander que les lois civiles réalisent ces objectifs et à faire tout ce qui est en leurs pouvoirs pour que les droits des étrangers soient respectés. Le texte souligne l'importance du dialogue religieux, notamment avec les immigrés musulmans.

## Pastorale des Tsiganes
Dans le document Orientations pour une pastorale des Tsiganes, le cardinal Stephen Fumio Hamao rappelle que « les Tsiganes n'appartiennent (...) pas à la catégorie classique des migrants, parmi lesquels on court souvent le risque de les classifier».
Des Congrès mondiaux sont convoqués régulièrement depuis 1er congrès international sur la pastorale des nomades de février 1964. Les suivants furent convoqués en 1980, 1989 et 1995. Le Ve Congrès mondial de la Pastorale des Tsiganes s'est tenu à Budapest en 2003 et le VIe, en septembre 2008 à Freising.
Voir aussi Roms#Catholicisme.